# الدوسة
الدوسة هي قرية لبنانية من قرى قضاء عكار في محافظة الشمال. تقع في تجمع للقرى يسمى الدريب الأوسط.
ارتفاعها عن سطح البحر حوالي 400 م مناخها حار صيفاً و بارد شتاءً مع رياحها الباردة القطبية(الهواء الشرقي).
عائلاتها شريتح الاكثرية و عبد القادر و العلي و الحلو و غيرهم.
تمتاز بالتين الصيفي و الشتوي و الفواكه و الخضار، ويوجد في الدوسه 4 مدارس و مهنية رسمية
عائلة شريتح  هي العائلة الأبرز  فيها و تتلوها عاءلة المرعبي و أبرزهم العميد مصطفى شريتح و العميد علاء الدين شريتح و المختار باشي شريتح و عارف المرعبي و محمود المرعبي، تمتاز بالتين و الزيتون 
اسميت بالدوسة و ذلك لوجود اثر قدم لحصان نبي على ضفاف نهر الدوسة، تمتاز بهواء قوي و بارد جدا سمي الهواء الشرقي.